# 吐鲁番沙虎
吐鲁番沙虎（学名：Teratoscincus roborowskii）也称新疆蛙眼守宮、西藏蛙眼守宮、敦煌沙虎，一种分布于中国新疆东部的陆栖壁虎，隶属于球趾虎科沙虎属。

## 形态特征
吐鲁番沙虎体长7～10厘米，最长的可达15厘米，呈圆筒状。背部呈沙黄色，具有深色条纹或带状斑纹。腿部发达，头部较大，脖子粗短，眼睛突出。

## 生活习性
吐鲁番沙虎栖息于炎热干燥的沙漠或半沙漠地带，夜行性。主要以昆虫和刺山柑的花果为食。